# 김상규 (레슬링 선수)
김상규(金相圭, 1960년 5월 20일~)는 대한민국의 레슬링 선수 출신 레슬링 지도자이다. 1988년 하계 올림픽 남자 그레코로만형 미들급에서 동메달을 획득했다.

## 수상
- 체육훈장 거상장(1988년 10월 5일)
- 체육훈장 백마장(1986년 10월 6일)